# ميكيل جنسن
ميكيل جنسن (بالدنماركية: Mikkel Jensen)‏ (6 يناير 1977 في الدنمارك - ) هو لاعب كرة قدم دانمركي في مركز الوسط. شارك مع منتخب الدنمارك تحت 21 سنة لكرة القدم. أما مع النوادي، فقد لعب مع نادي برومابويكارنا ونادي بروندبي ونادي ميتييلاند ونادي هاماربي لكرة القدم وHammarby IF ‏.

## وصلات خارجية
- ميكيل جنسن على موقع قاعدة بيانات كرة القدم.إي يو (الإنجليزية)